# Oxyopes singularis
Oxyopes singularis là một loài nhện trong họ Oxyopidae.
Loài này thuộc chi Oxyopes. Oxyopes singularis được Roger de Lessert miêu tả năm 1927.